# Alleizettella leucocarpa
Alleizettella leucocarpa är en måreväxtart som först beskrevs av John George Champion och George Bentham, och fick sitt nu gällande namn av Deva D. Tirvengadum. Alleizettella leucocarpa ingår i släktet Alleizettella och familjen måreväxter. Inga underarter finns listade i Catalogue of Life.